# Isotoma monta
Isotoma monta är en urinsektsart som beskrevs av Christiansen och Bellinger 1980. Isotoma monta ingår i släktet Isotoma och familjen Isotomidae. Inga underarter finns listade i Catalogue of Life.